# Glacier de l'Épaule (massif du Mont-Perdu)
Pour les articles homonymes, voir Glacier de l'Épaule.
Le glacier de l'Épaule est un glacier suspendu, dans les Pyrénées. Il est situé dans le massif du Mont-Perdu au cœur du cirque de Gavarnie, sur le versant nord de la frontière franco-espagnole, dans le département français des Hautes-Pyrénées en Occitanie.

## Géographie
Le glacier s'accroche sur le flanc nord de l'Épaule du Marboré. Il fut souvent confondu avec son voisin situé légèrement plus bas, à l'ouest, le glacier du Col de la Cascade.
Ses eaux de fonte alimentent le gave de Gavarnie.

## Histoire
Les petites moraines attestent d'un glacier actif lors du petit âge glaciaire. Très limité en surface à cause du terrain escarpé, il ne s'étendait pas sur plus de 0,02 km2 de superficie en 1850, pour 130 mètres de longueur. Son front s'établissait alors à 2 900 mètres d'altitude.
Les observations de Ludovic Gaurier font penser que le glacier était encore pourvu d'une dynamique d'écoulement au tournant du XXe siècle, mais ce n'est plus le cas aujourd'hui. Il s'est transformé en glacier résiduel, dépourvu de mouvement, et sa surface tend de plus en plus à se faire recouvrir d'éboulis rocheux. En 2020, sa superficie est de 0,01 km2. Il s'échelonne entre 3 020 et 2 950 mètres d'altitude.